# جاكوب بندر (لاعب كرة قدم أمريكية)
جاكوب بندر (بالإنجليزية: Jacob Bender)‏ هو لاعب كرة قدم أمريكية أمريكي، ولد في 25 أبريل 1985 في مايو في الولايات المتحدة.

## وصلات خارجية
- جاكوب بندر على موقع مرجع كرة القدم المحترفة.كوم (الإنجليزية)